# جان بابتيست ويلكي
جان بابتيست ويلكي هو سياسي كندي، ولد في 1803، وتوفي في 1886.